# کریستف رضاعی
کریستف رضاعی (زادهٔ ۱۳۴۴ در تولوز، فرانسه) آهنگ‌ساز و نوازندهٔ پیانو است.

## زندگی و فعالیت هنری
کریستف رضاعی از مادری فرانسوی و پدری ایرانی در سال ۱۹۶۶ میلادی در شهر تولوز فرانسه متولد شد. او نوهٔ حسین رضاعی روانپزشک سرشناس و پدر ژولیت رضاعی بازیگر زیبا صدایم کن دختر وی است.
وی در رشته موسیقی (پیانو - آواز و تئوری) و در کنار آن در مهندسی و بازاریابی تحصیل کرده‌است. از سال ۱۹۹۷ تاکنون، ۳۰۰ موسیقی برای تبلیغات تلویزیونی در ایران ساخته‌است. کار آهنگسازی کریستف گاهی شامل موسیقی فیلم سینمایی (۱۹۹۶)، موسیقی برای فیلم‌های کوتاه (۱۹۹۹)، و موسیقی برای برنامه مستند هنر (فوریه ۲۰۰۰) بوده‌است. او که خودش یک خواننده تِنور است در سال ۱۹۹۶ یک گروه موسیقی باستانی متشکل از موسیقیدانان ایرانی به نام aria musica تشکیل داد. همچنین بعد از آن مدت دو سال با همکاری آهنگسازان حرفه‌ای فرانسوی، مشغول ترتیب دادن کنسرت‌های موسیقی باروک در تهران و هندوستان بوده‌است.
در ژوئن ۲۰۰۰ رضاعی به اتفاق آراء جایزه نخست یک مسابقه آهنگسازی که توسط انجمن فرهنگی ایتالیا برگزار شده بود را از آن خود کرد که موضوع این مسابقه «سرود صلح برای هزاره سوم بود». که البته آهنگسازی قسمت ایرانی اثر را به کمک مسعود شعاری انجام داده بود. موسیقی خاص او در فیلم در دنیای تو ساعت چند است؟ جایزه بهترین موسیقی فیلم جشن حافظ را به دست آورد. وی همچنین سیمرغ بلورین بهترین موسیقی متن  سی و پنجمین جشنواره فیلم فجر را برای فیلم نگار دریافت نمود. در آذرماه ۱۳۹۵، رضاعی در تداکس‌تهران در مورد اینکه «چگونه خلاقیتتان را بپرورانید بایگانی‌شده  در ۲۶ مه ۲۰۲۰ توسط Wayback Machine» سخنرانی کرد.

## آثار
- آلبوم سیر - همکاری با مسعود شعاری (نشر هرمس)
- آلبوم آلبا - همکاری با گروه نور (نشر هرمس)
- آلبوم ابرها - گزیده‌ای از آثار هنرمندان مختلف (نشر هرمس)
- آلبوم جزیره قشم - آثار هنرمندان مختلف درباره جزیره قشم (نشر هرمس)
- آلبوم کنعان - موسیقی فیلم کنعان و پرونده هاوانا (نشر هرمس)
- آلبوم در دنیای تو ساعت چند است - موسیقی فیلم (نشر « م »، منظمه موازی موسیقی)

## جوایز و افتخارات
- برنده جایزه نخست آهنگسازی در انجمن فرهنگی ایتالیا با موضوع "سرود صلح برای هزاره سوم" (۲۰۰۰)
- برنده تندیس خانه سینما برای بهترین موسیقی متن از هفدهمین دوره جشن بزرگ سینمای ایران برای فیلم ماهی و گربه (۱۳۹۴)
- برنده تندیس جشنواره حافظ بهترین موسیقی برای فیلم در دنیای تو ساعت چند است؟ (۱۳۹۴)
- نامزد سیمرغ بلورین بهترین موسیقی متن از سی و چهارمین دوره جشنواره فیلم فجر برای فیلم اژدها وارد می شود! (۱۳۹۴)
- نامزد تندیس بهترین موسیقی متن انجمن منتقدان و نویسندگان سینمای ایران  برای فیلم ماهی و گربه (۱۳۹۵)
- برنده سیمرغ بلورین بهترین موسیقی متن از سی و پنجمین دوره جشنواره فیلم فجر برای فیلم نگار (۱۳۹۵)
- نامزد تندیس جشن حافظ بهترین موسیقی متن برای فیلم نگار (۱۳۹۶)
- نامزد تندیس بهترین موسیقی متن یازدهمین جشن منتقدان و نویسندگان سینمای ایران  برای فیلم نگار (۱۳۹۶)[۴]
- نامزد سیمرغ بلورین بهترین موسیقی متن از سی و هفتمین دوره جشنواره فیلم فجر برای فیلم ناگهان درخت (۱۳۹۷)[۵]
- نامزد سیمرغ بلورین بهترین موسیقی متن از سی و هفتمین دوره جشنواره فیلم فجر برای فیلم سال دوم دانشکده من (۱۳۹۷)
- برنده تندیس بهترین موسیقی متن سیزدهمین جشن منتقدان و نویسندگان سینمای ایران برای فیلم ناگهان درخت (۱۳۹۸)[۶]

## آهنگسازی فیلم
- کشتن خواجه (۱۴۰۰)
- لا مینور (۱۳۹۸)
- قاتل و وحشی (۱۳۹۸)[۷]
- آخرین داستان (۱۳۹۷)
- ناگهان درخت (۱۳۹۷)
- سال دوم دانشکده من (۱۳۹۷)
- نگار (۱۳۹۶)
- اژدها وارد می‌شود! (۱۳۹۴)
- در دنیای تو ساعت چند است؟ (۱۳۹۳)
- ماهی و گربه (۱۳۹۲)
- نارنجی پوش (۱۳۹۰)
- چه خوبه که برگشتی (۱۳۹۱)
- سعادت‌آباد (۱۳۸۹)
- زیر آب (۱۳۸۸)
- چهل سالگی (۱۳۸۷)
- کنعان (۱۳۸۶)
- سارا در ده دقیقه (۱۳۸۶)
- پرونده هاوانا (۱۳۸۴)
- آبادان (۱۳۸۱)